# Evgenij Makeev
Evgenij Vladimirovič Makeev (in russo Евгений Владимирович Макеев?; Čerepovec, 24 luglio 1989) è un calciatore russo, difensore svincolato.

## Carriera

### Club
Debutta in Champions League il 15 settembre 2010, in Olympique Marsiglia-Spartak Mosca, terminata 0-1.

### Nazionale
Ha giocato nella nazionale russa Under-21.
Tra il 2011 ed il 2015 ha giocato complessivamente 3 partite con la nazionale maggiore.

## Palmarès

### Club

#### Competizioni nazionali
- Campionato russo: 1

Spartak Mosca: 2016-2017